# 卡斯特里略德拉瓦尔杜埃尔纳
卡斯特里略德拉瓦尔杜埃尔纳，是西班牙卡斯蒂利亚-莱昂莱昂省的一个市镇。 总面积24平方公里，总人口225人（001年），人口密度9人/平方公里。